# 妳的名字我的姓氏
《妳的名字我的姓氏》是由香港歌手張學友於1996年首次於《愛與交響曲》演奏會上演唱，寶麗金唱片公司錄製的一首冠軍單曲，後來數次現場演唱分別收錄于《愛與交響曲》現場專輯，《張學友2002音樂之旅世界巡迴演唱會》現場專輯中。

## 簡介
1996年2月15日張學友和羅美薇於倫敦註冊結婚，并在數日后在香港登報告知親友。此後張學友的好友音樂人李偲菘與填詞人林夕決定共同合作，在短期內即創作出的一首後來廣為人知的經典粵語流行歌曲，即《妳的名字我的姓氏》送於張學友和羅美薇。
由於時間倉促，歌曲並未被收錄于張學友的個人唱片中，成為一首張學友個人甚至於粵語流行音樂罕見的經典單曲歌曲。歌曲首次於1996年3月24日，即張學友婚後的首次公開演出中經由葉詠詩率領的香港管弦樂團的伴奏中由其唱出，并在次日的第二場演出中再次演唱，在經由王宗賢，葉詠詩以及張學友的共同研究，并對原曲進行改進后，成為一首受到樂迷熱捧的冠軍單曲，甚至於在粵語並不流行的中國大陸，台灣甚至於東南亞地區和韓國，《妳的名字我的姓氏》都佔據了音樂排行榜的榜首位置，並被廣為傳唱。

## 演唱
張學友當時於《愛與交響曲》演唱此曲時並未有來得及為歌曲命名；這亦直接導致了樂團與他在直接演出后現場聽眾才根據歌詞判斷出歌曲是在讚頌他以及向他的妻子羅美薇的一個婚後的承諾。在張學友演唱時，李偲菘和林夕亦坐在台下觀看。而張學友在第一場唱畢時，聽眾席亦有樂迷向他大叫：“學友新婚快樂”，這一錄音亦被收錄到了《愛與交響曲》的CD當中。

## 獎項
《妳的名字我的姓氏》在被張學友演唱后取得了非常炫目的成績，并成為香港本地四台的冠軍單曲，在各大榜單中長居榜首位置，被認為是粵語流行音樂史上的優秀作品之一。
- 1996年度十大中文金曲頒獎典禮
  - 十大中文金曲——妳的名字我的姓氏
- 1996年度十大勁歌金曲頒獎典禮
  - 十大勁歌金曲——妳的名字我的姓氏
  - 最佳填詞——妳的名字我的姓氏——林夕
- 1996年度叱咤樂壇流行榜頒獎典禮
  - 叱咤樂壇我喜愛的歌曲大獎──妳的名字我的姓氏
  - 叱咤樂壇填詞人CASH大獎：林夕——妳的名字我的姓氏
- 1996年度新城勁爆頒獎禮
  - 歌曲大獎——妳的名字我的姓氏
- 其他
  - 有線YMC至尊榜至尊廣東歌──妳的名字我的姓氏
  - 新加坡金曲獎最佳演繹男歌手
  - 北京電臺最受歡迎粵語金曲──妳的名字我的姓氏
  - 廣州電臺聽眾最受歡迎歌曲第一名──妳的名字我的姓氏
  - 北京交通台97最佳現場演繹大獎
  - 馬來西亞最受大學生歡迎金曲金獎
  - 墨爾本華語廣播電調1996年度十大金曲第一名

## 影響
自張學友結婚之後，絕少香港藝人會為自己婚禮創作主題曲（儘管很多非粵語地區的歌手仍有推出類似的歌曲），但直至二十年後的2016年，香港藝人鍾嘉欣推出親自創作的單曲《我結婚了》，才再度有類似題材的歌曲面世。